# Nehemiah Abbott

Nehemiah Abbott

Nehemiah Abbott (* 29. März 1804 in Sidney, Massachusetts; † 26. Juli 1877 in Belfast, Maine) war ein US-amerikanischer Politiker.
Der im heutigen Maine geborene Nehemiah Abbott studierte Jura an der Litchfield Law School in Connecticut. Nach seiner Aufnahme in die Anwaltschaft im Jahr 1836 praktizierte Abbott als Anwalt in Calais, Maine. Im Jahr 1839 zog er nach Columbus im Bundesstaat Mississippi und setzte seine Anwaltstätigkeit dort fort. 1840 kehrte er nach Maine zurück und ließ sich in Belfast im Waldo County nieder. In den Jahren 1842, 1843 und 1845 gehörte Abbott dem Repräsentantenhaus von Maine an. Er wurde als Republikaner in den 35. Kongress gewählt und vertrat dort im US-Repräsentantenhaus den Bundesstaat Maine vom 4. März 1857 bis zum 3. März 1859. Nach seiner Abgeordnetenlaufbahn wurde Abbott wieder als Anwalt tätig. 1865 und 1866 war er Bürgermeister von Belfast.